# Stensby Sogn
Stensby Sogn er et sogn i Stege-Vordingborg Provsti (Roskilde Stift).
Stensby Kirke ("Peterskirken") blev i 1891 indviet som filialkirke til Kalvehave Sogn. Stensby blev så et kirkedistrikt i Kalvehave Sogn, der hørte til Bårse Herred i Præstø Amt. Kalvehave sognekommune blev ved kommunalreformen i 1970 indlemmet i Langebæk Kommune, der ved strukturreformen i 2007 indgik i Vordingborg Kommune.
I 1979 blev Stensby Kirkedistrikt udskilt som det selvstændige Stensby Sogn.
I sognet findes følgende autoriserede stednavne:
- Kalvehaveskov (bebyggelse)
- Langebæk Lyng (bebyggelse)
- Lilleø (areal)
- Nørrehave (bebyggelse)
- Petersværft (bebyggelse)
- Skyttemarken (bebyggelse, ejerlav)
- Stampebakken (bebyggelse)
- Stensby (bebyggelse, ejerlav)
- Stensby Linie (bebyggelse)
- Stensbygaard (landbrugsejendom)
- Stensved (bebyggelse)
- Tærø (areal, bebyggelse, ejerlav)
- Vestenbæk (bebyggelse, ejerlav)
- Vestenbæk Strandskov (areal)